# Любушка (фильм, 1961)
«Любушка» — советский художественный фильм 1961 года режиссёра Владимира Каплуновского по повести Петра Ширяева «Внук Тальони».

## Сюжет
Отступающие белоказаки отбирают у крестьянского мальчика Сёмки (Виктор Коваль) жеребца, а ставшую им ненужной клячу бросают у дороги. Кобыла так плохо выглядит, что отец Сёмки — Никита Лыков (Евгений Шутов) ждёт темноты, чтобы привести её в село. Ветеринар, которому показывают лошадь, узнаёт в ней знаменитую орловскую кобылу по кличке Любушка. Лыковым удаётся её выходить, но в голодный 1921 год она погибает, оставив маленького жеребёнка, которого назвали Внук Тальони. Через три года Никита привозит жеребёнка в Москву, где наездник Лутошкин (Олег Ефремов) и конюх Филипп Акимович (Евгений Евстигнеев) готовят его к бегам. В день соревнований Лутошкин вызывает Лыковых, чтобы они увидели, как сын Любушки — внук знаменитого рысака Тальони — берёт главный приз.

## В ролях
- Евгений Шутов — Никита Лукич Лыков, крестьянин
- Олег Ефремов — Олимп Иванович Лутошкин, наездник
- Евгений Евстигнеев — Филипп Акимович, старший конюх
- Сергей Ромоданов — Аристарх Сергеевич Бурмин, конезаводчик
- Владимир Заманский — Николай Тимофеевич Пеньков, председатель сельсовета
- Павел Тарасов — Александр Егорович, ветеринар
- Лаврентий Масоха — Михал Михалыч Груздев
- Леонид Куравлёв — Александр Иванович
- Виктор Коваль — Сёмка Лыков
- Валентина Владимирова — Настасья, жена Лыкова
- Игорь Сретенский — Николай Петрович Губарев
- Александр Шворин — Васька Синицын, наездник
- Юрий Белов — Дмитрий, повар у Бурмина
- Юрий Медведев — секретарь в сельсовете
- Георгий Гумилевский — Культяпый
- Георгий Слабиняк — хозяин чайной
- Раднэр Муратов — Павлик, конюх
- Александр Лебедев — Ванька, конюх
- Виктор Колпаков — Семён Андреевич, коновал
- Леонид Пирогов — генерал
- Наталья Архангельская — Дарья Бурмина
- Тамара Логинова — горничная
- Нина Дорошина — Кланька
- Отар Коберидзе — товарищ Гречуха, красный командир (озвучивает Евгений Матвеев)
- Антонина Максимова — дама на бегах
- Юрий Киреев — Никола, матрос
- Кира Канаева — Аграфена Уварова
- Владимир Лебедев — дядя Никифор, стрелочник
- Валентина Сперантова — Адель Максимовна, экономка у Бурмина
- Владимир Маренков — Рыжий, сосед Лыковых

## Съёмочная группа
- Режиссёр: Владимир Каплуновский
- Сценарист: Николай Эрдман
- Оператор: Эмиль Гулидов
- Композитор: Никита Богословский
- Художник: Алексей Пархоменко

## Технические данные
- Чёрно-белый, звуковой.
- Премьера: 9 августа 1961 года.